# Heyworth
Heyworth is een plaats (village) in de Amerikaanse staat Illinois, en valt bestuurlijk gezien onder McLean County.

## Demografie
Bij de volkstelling in 2000 werd het aantal inwoners vastgesteld op 2431. In 2006 is het aantal inwoners door het United States Census Bureau geschat op 2492, een stijging van 61 (2,5%).

## Geografie
Volgens het United States Census Bureau beslaat de plaats een oppervlakte van 4,0 km², geheel bestaande uit land. Heyworth ligt op ongeveer 230 m boven zeeniveau.

## Plaatsen in de nabije omgeving
De onderstaande figuur toont nabijgelegen plaatsen in een straal van 20 km rond Heyworth.